# Bizzarrini
Die Automobili Bizzarrini S.p.A. war ein Hersteller von Hochleistungssportwagen aus Livorno, Italien, der Ende 1962 von Giotto Bizzarrini gegründet wurde. Bis zur Auflösung des Unternehmens im Frühjahr 1969 konstruierte Bizzarrini eine Reihe von leistungsstarken, aber anfälligen Straßen- und Rennsportfahrzeugen, die jeweils in nur wenigen Exemplaren realisiert wurden und heute zu den exklusiven Klassikern zählen.

## Unternehmensgeschichte
Die berufliche Laufbahn Giotto Bizzarrinis hatte 1954 in der Entwicklungsabteilung von Alfa Romeo begonnen. 1957 wurde er von Ferrari eingestellt. Dort war er unter anderem an der Entwicklung des 250 GTO beteiligt. Nach heftigem Streit mit Enzo Ferrari beteiligte er sich Ende 1961 zusammen mit Carlo Chiti und einigen anderen ehemaligen Ferrari-Mitarbeitern an dem Projekt Automobili Turismo e Sport (ATS), dessen erklärtes Ziel es war, im Rennsport wie im Bereich von Straßenfahrzeugen eine Konkurrenz zu Ferrari aufzubauen. Bei ATS hatte Bizzarrini einen gewissen Einfluss auf die Entwicklung des Sportwagens ATS 2500 GT. Parallel dazu entwickelte er für Giovanni Volpi den Rennsportwagen Ferrari 250 GT SWB Breadvan. Nach weniger als einem Jahr trennten sich Bizzarrini und Chiti wieder von ATS, das sich vor allem aus finanziellen Gründen in Auflösung befand. Während Chiti in der Folgezeit begann, in Mailand das Unternehmen Autodelta aufzubauen, gründete Bizzarrini in Livorno einen Betrieb namens Autostar, der 1964 in Società Prototipi Bizzarrini und ein Jahr später schließlich in Automobili Bizzarrini SpA umbenannt wurde. Hier entwickelte Bizzarrini zunächst Motoren – unter anderem das 3,5 Liter große Zwölfzylindertriebwerk des Lamborghini 350 GT –, später dann auch andere Fahrzeugkomponenten.
Seit 1962 stand Giotto Bizzarrini in engem Kontakt zu Renzo Rivolta. Für dessen junges Mailänder Unternehmen Iso Rivolta entwickelte Bizzarrini zunächst das Stahlchassis, das die Grundlage des Iso Rivolta 300 bildete. Wenig später konstruierte er auch das Chassis für den Iso Grifo A3/L, ein zweisitziges Coupé, mit dem Renzo Rivolta dem als Gran Turismo konzipierten 300 ein betont sportlich ausgerichtetes Modell zur Seite stellen wollte. Bizzarrini entwickelte aus dem A3/L (L für „Lusso“) eine wettbewerbstaugliche Version mit der Bezeichnung A3/C (C für „Corsa“), die einige Male bei Langstreckenrennen eingesetzt wurde. Der A3/C wurde in Bizzarrinis Betrieb in Livorno aufgebaut; der Vertrieb erfolgte allerdings anfänglich unter dem Markennamen Iso. Nach einem Streit, in dem es u. a. um Nutzungsrechte an Markennamen ging, trennten sich Bizzarrini und Rivolta. Iso beschränkte sich daraufhin auf die Herstellung und den Vertrieb des Grifo A3/L, während Bizzarrini den A3/C unter der Bezeichnung Bizzarrini GT 5300 vertrieb. Die Wagen waren ausgesprochen leistungsstark und hatten vor allem auf dem US-amerikanischen Markt einen guten Ruf. Gleichwohl liefen die Geschäfte nicht zufriedenstellend. Nach dem GT 5300 entstanden der Bizzarrini 1900 GT Europa sowie einzelne Exemplare des Rennsportwagens Bizzarrini P 538, der beim 24-Stunden-Rennen von Le Mans 1966 eingesetzt wurde. 
Seit Ende 1967 befand sich Bizzarrini in wirtschaftlicher Schieflage. Angesichts der sich abzeichnenden Insolvenz seines Unternehmens entfernte Giotto Bizzarrini ab Sommer 1968 zahlreiche Komponenten aus dem Betrieb, um sie dem Zugriff des Insolvenzverwalters zu entziehen. Dazu gehörten auch einzelne Chassis und Chassisteile. Die Einzelheiten hierzu sind nicht geklärt. Im Oktober 1968 war Bizzarrini zahlungsunfähig. Nachdem die Produktion von Automobilen eingestellt worden war, ließ der Insolvenzverwalter das vorhandene Material verkaufen, um die Verbindlichkeiten zu tilgen. Salvatore Diomante, Bizzarrinis bisheriger Werksleiter, übernahm im Insolvenzverfahren die meisten Werkzeuge, Ersatzteile und Formen und übertrug sie auf sein neu gegründetes Unternehmen Autocostruzioni S.D., das sich unter anderem mit der Restauration, aber auch mit dem Nachbau von Bizzarrini-Modellen beschäftigt. Giotto Bizzarrini war in den frühen 1970er-Jahren als Berater für S.D. tätig und entwickelte zusammen mit Salvatore Diomante einige Prototypen, die als Bizzarrini präsentiert, aber nicht in Serie gefertigt wurden.
Giotto Bizzarrinis Sohn Giuseppe ist ebenfalls im Automobilbereich tätig. Er betreibt unter anderem das Unternehmen Carplast, das Karosserieteile für den Alfa Romeo SZ und RZ herstellte.

## Die Modelle der Bizzarrini SpA

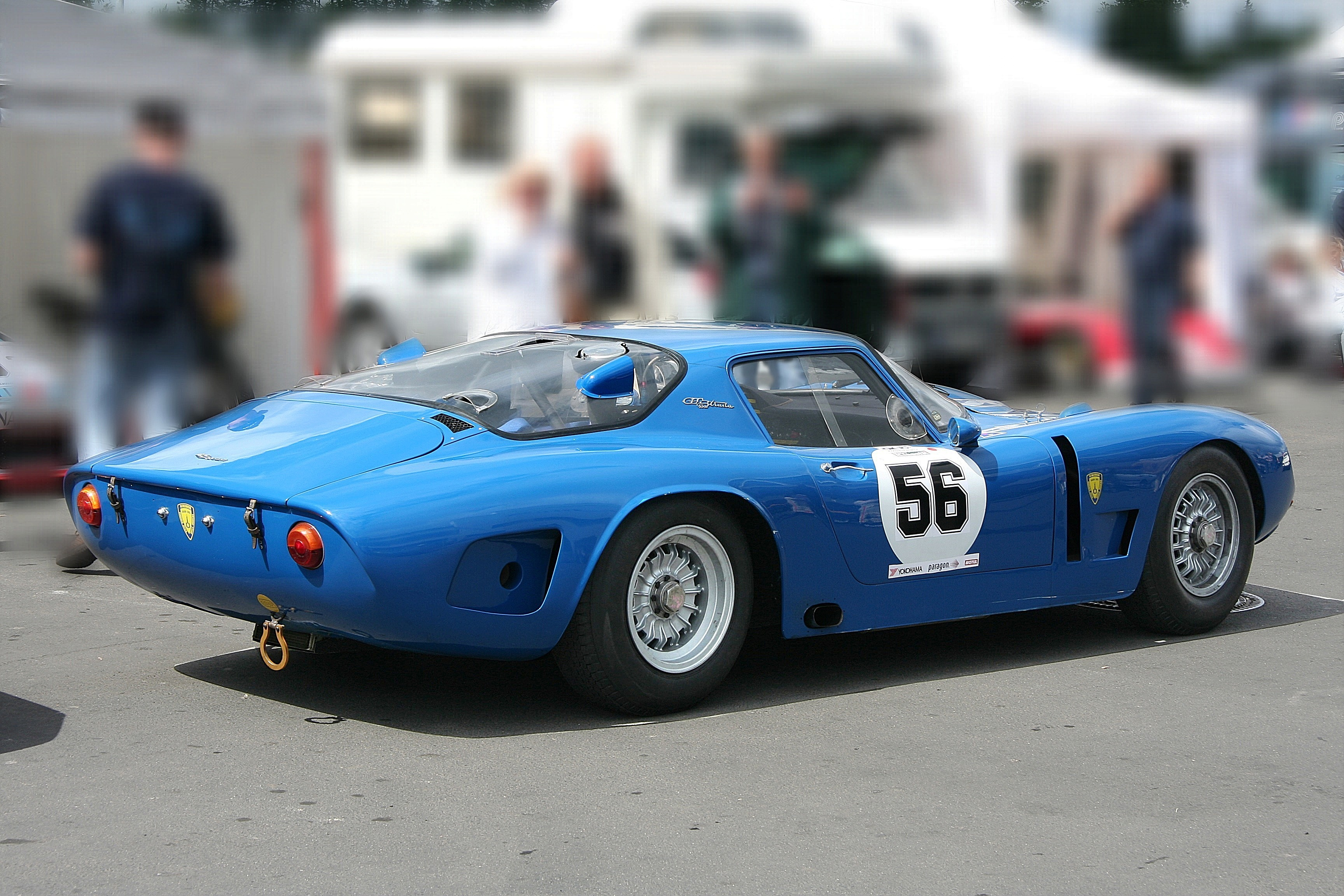
Rennversion des Bizzarrini 5300 GT beim DAMC 05 Oldtimer Festival Nürburgring

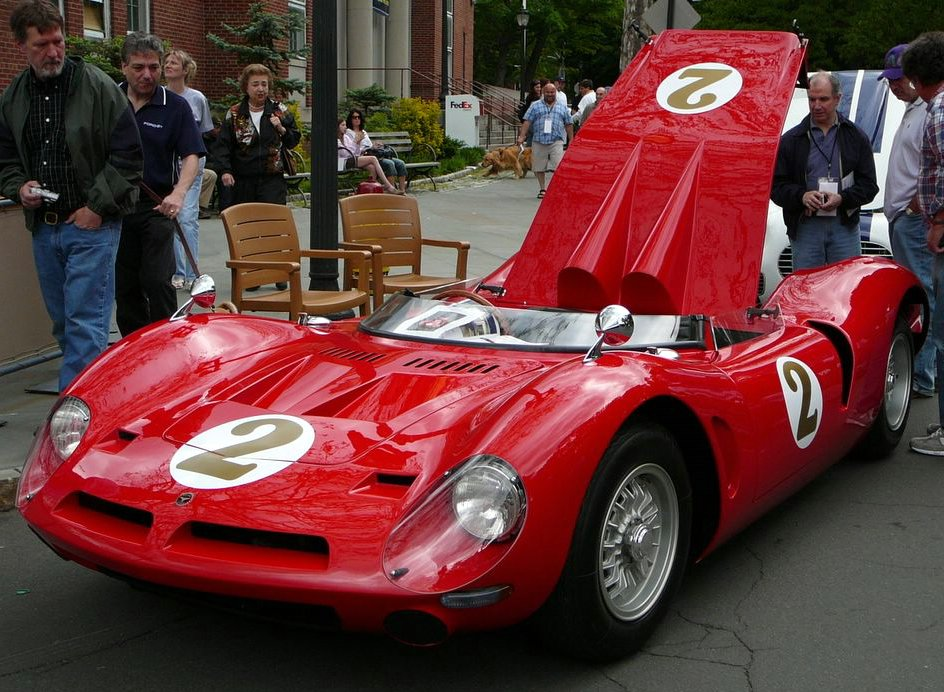
Bizzarrini P538 von 1967

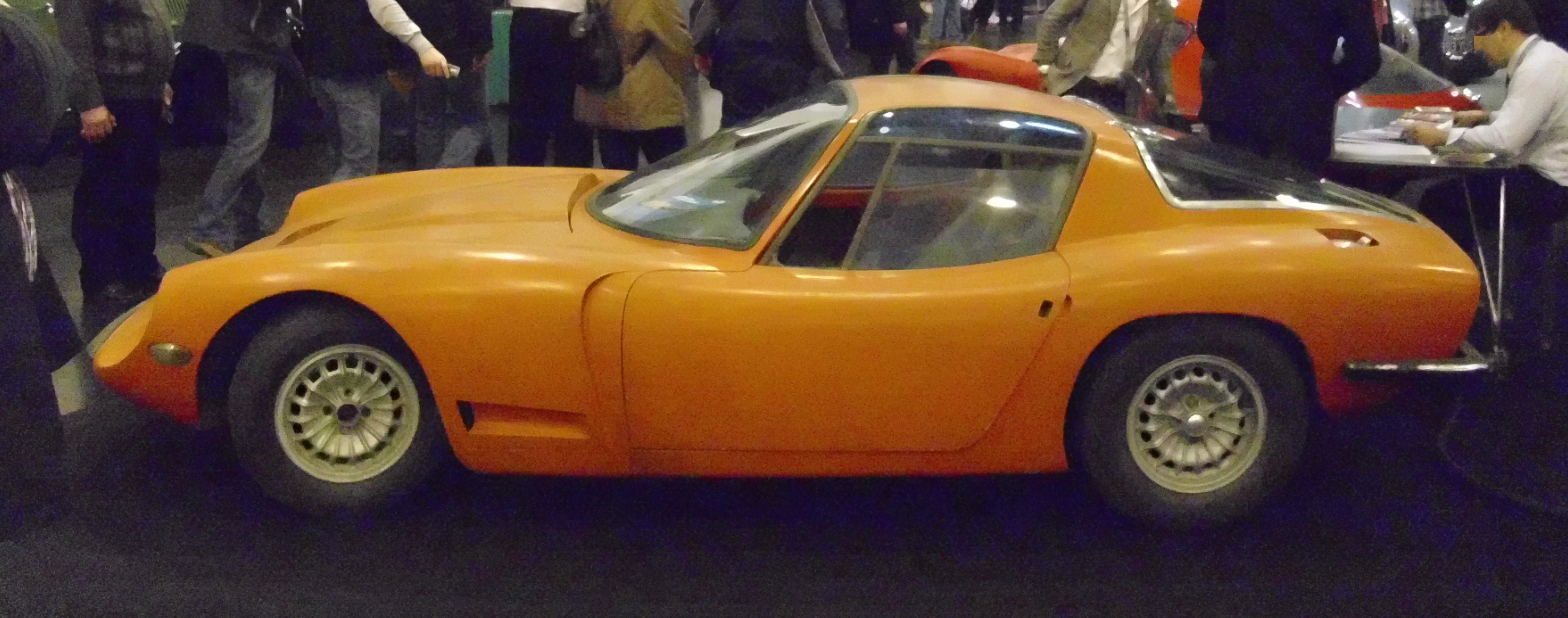
Bizzarrini 1900 GT Europa

Das Unternehmen Automobili Bizzarrini stellte während seiner bis 1969 dauernden Existenz drei verschiedene Fahrzeugtypen her, die jeweils nur in geringen Stückzahlen realisiert wurden.

### Bizzarrini GT 5300
Das erste Serienfahrzeug, das von Bizzarrini unter eigenem Namen hergestellt und vermarktet wurde, war der auf dem Iso Grifo A3/C Corsa basierende Bizzarrini GT 5300. Der Wagen verwendete Achtzylindermotoren von Chevrolet in unterschiedlichen Tuningstufen. Er wurde als straßentaugliche Strada-Version sowie als Rennvariante mit der Zusatzbezeichnung Corsa angeboten. Daneben entstanden drei als Spyder bezeichnete Fahrzeuge mit offenem Aufbau. Der GT 5300 wurde von 1966 bis 1968 gebaut. Der Produktionsumfang ist nicht eindeutig geklärt. In der Literatur reichen die Angaben von 78 Exemplaren bis hin zu 149 Fahrzeugen.

### Bizzarrini P 538
Der Bizzarrini P 538 war als Nachfolger des GT 5300 konzipiert. Es handelte sich um einen offenen Zweisitzer, der ausschließlich für Wettbewerbszwecke gedacht und vornehmlich auf Langstreckenrennen zugeschnitten war. Daneben gab es ein als Duca D´Aosta bezeichnetes Einzelexemplar mit geschlossenem Aufbau. Als Antrieb wurde alternativ ein Achtzylindermotor von Chevrolet oder ein Zwölfzylindermotor von Lamborghini verwendet. Zwischen 1965 und 1967 entstanden vier, nach anderen Quellen fünf Originalfahrzeuge; in den folgenden 30 Jahren stellte Autocostruzione SD in Turin darüber hinaus etwa ein Dutzend Nachbauten her.

### Bizzarrini 1900 GT Europa
Der Bizzarrini 1900 GT Europa war ein kompakter Sportwagen, der Opel-Technik verwendete. Konzeptionell war er ein Vorläufer des Opel GT. In erster Linie wurden Motoren von Opel verwendet, einzelne Exemplare erhielten auch Triebwerke von Alfa Romeo oder Fiat, die teilweise getunt waren. Anfänglich war an eine Fertigung in größerer Serie gedacht worden; sie ließ sich allerdings nicht verwirklichen. Bis 1969 entstanden lediglich etwa 20 Exemplare. Der 1900 GT Europa war Auslöser für die Entwicklung des ähnlich konzipierten, aber auf Ford-Technik basierenden Siva Sirio.

## Spätere Fahrzeuge mit dem Markennamen Bizzarrini

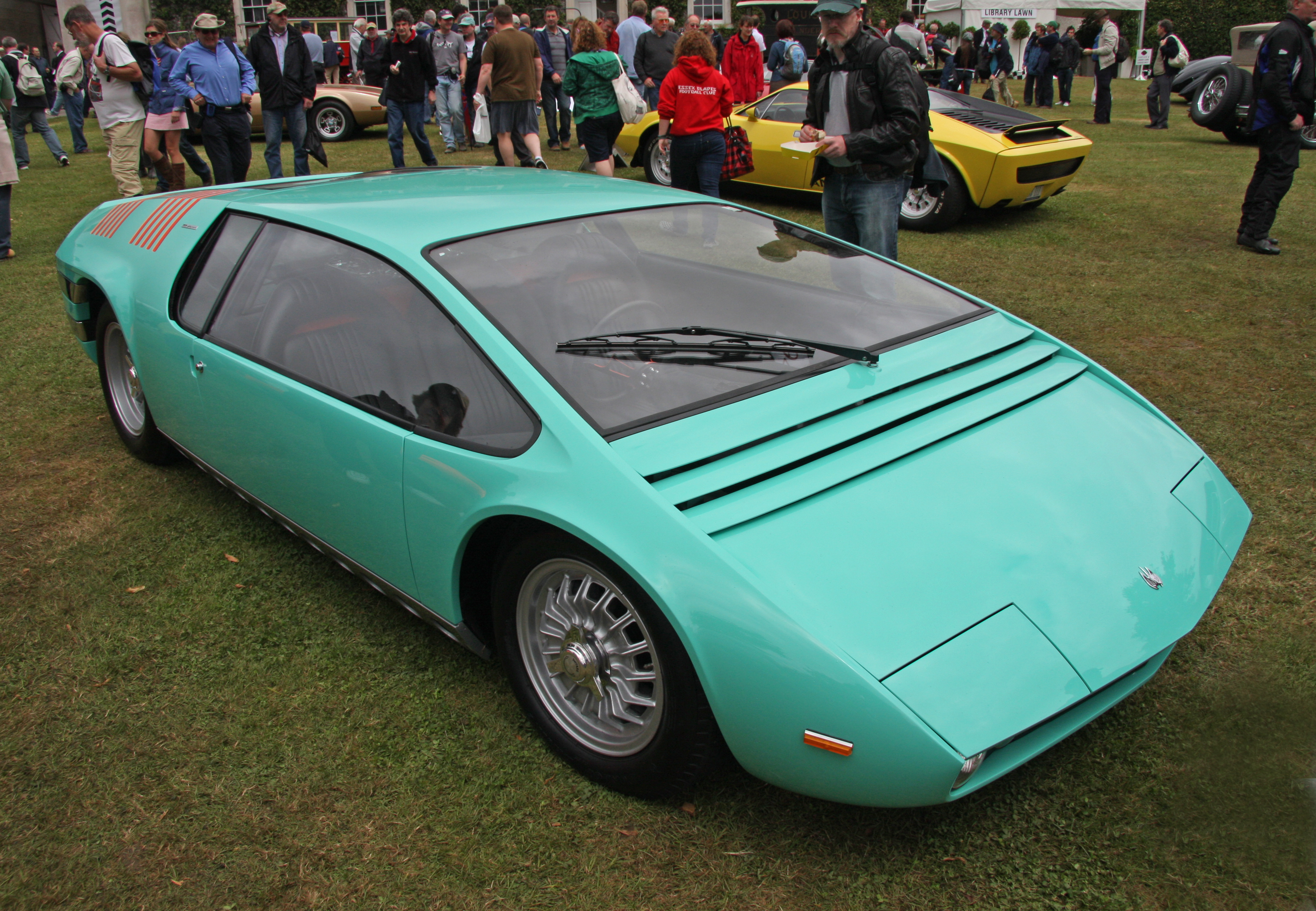
Bizzarrini Manta: Einzelstück mit Karosserie von Giugiaro. Im Hintergrund: Ein AMC AMX/3, der die Basis für den Bizzarrini Manta bildete.

### Bizzarrini Manta
Der Bizzarrini Manta war ein Einzelstück, das Giorgetto Giugiaro 1968 auf dem Chassis eines P 538 gestaltete. Es war das erste Auto, das Giugiaro für sein eigenes Unternehmen Italdesign entwarf. Toyota kopierte Guigiaros Ideen erkennbar für das 1971 vorgestellte Showcar Toyota EX 7.

### Bizzarrini Sciabola
Der Bizzarrini Sciabola war ein zweisitziger Mittelmotorsportwagen, der auf dem Turiner Automobilsalon 1976 der Öffentlichkeit vorgestellt wurde. Er basierte auf dem AMC AMX/3, einem Sportwagen des amerikanischen Automobilherstellers American Motors (AMC), dessen Fahrwerk Giotto Bizzarrini 1969 konstruiert hatte. AMC hatte anfänglich eine Serienproduktion von etwa 1000 Exemplaren jährlich geplant, stellte das Projekt allerdings noch vor dem Produktionsbeginn im Sommer 1970 ein. Bizzarrini übernahm die Konstruktion und auch das in den USA entstandene Karosseriedesign weitgehend unverändert und hoffte, eine Produktion von etwa 20 Fahrzeugen verwirklichen zu können. AMC verweigerte allerdings die Lieferung von technischen Komponenten. Bizzarrini und Salvatore Diomante belebten das Konzept 1976 erneut. Sie stellten das äußerlich unveränderte Auto als Bizzarrini Sciabola aus. Eine Serienfertigung kam aber mangels Investoren wiederum nicht zustande.

### Picchio Barchetta

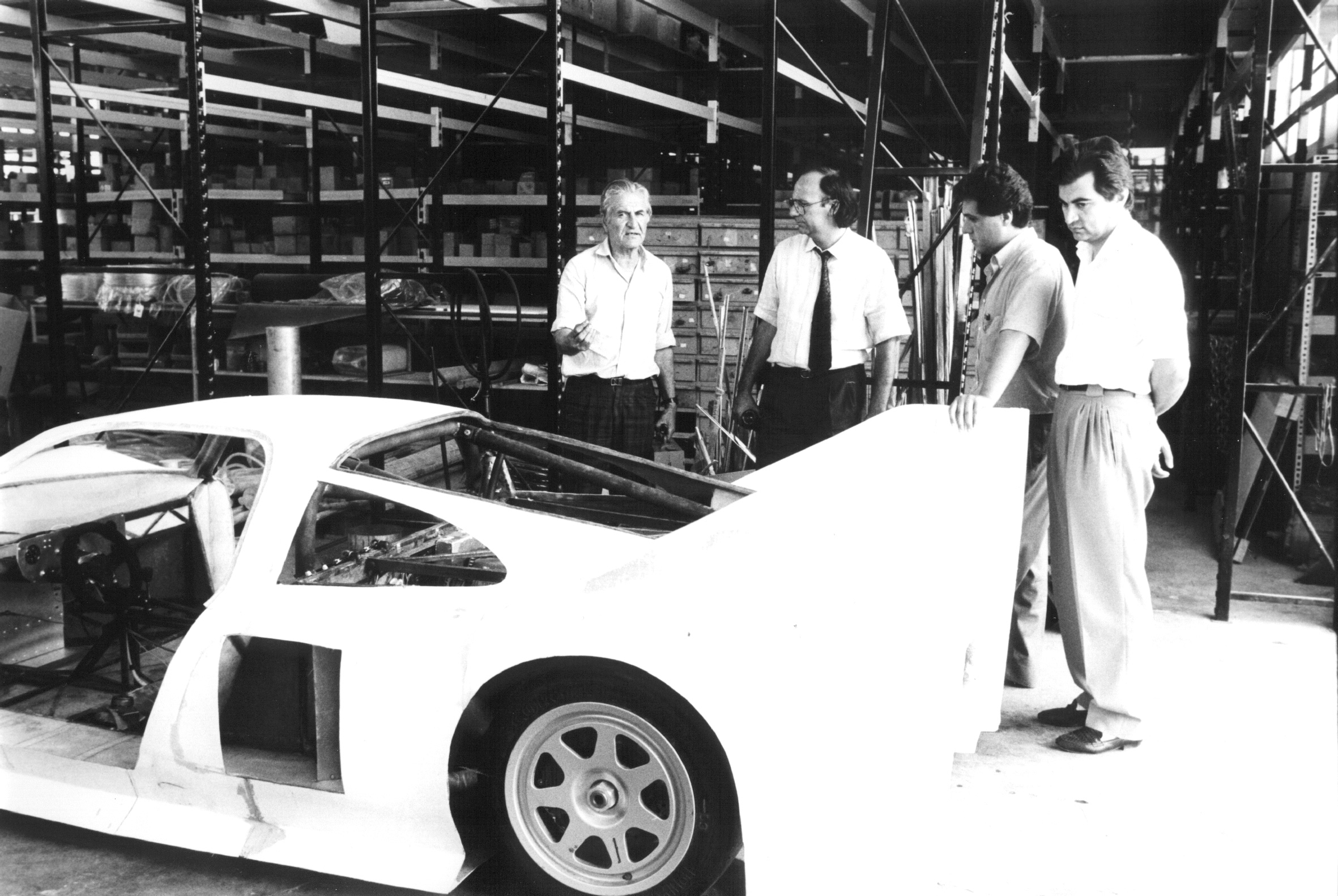
Erster Prototyp des Picchio Barchetta mit Giotto Bizzarrini (links)

Der Piccio Barchetta war ein 1990 entstandenes Wettbewerbsfahrzeug, das Bizzarrini für den italienischen Rennwagenhersteller Picchio Racing Racing Cars entwarf. Als Antrieb diente ein Motor von BMW. Die Barchettas wurden bei italienischen Bergrennen eingesetzt und waren recht erfolgreich.

### Bizzarrini BZ-2001
Der BZ-2001 war ein Mittelmotor-Sportwagen, der zu Beginn der 1990er Jahre entstand. Es handelte sich um ein Projekt des amerikanischen Bauunternehmers Barry Watkins, zu dem Giotto Bizzarrini in erster Linie seinen Namen beisteuerte. Weder das Chassis noch das Fahrwerk wurden von Giotto Bizzarrini entwickelt. Watkins verwendete stattdessen technische Komponenten von Ferrari, die mit einer neuen, Aufsehen erregenden Karosserie eingekleidet wurden. Der BZ-2001 war ein breiter, offener Zweisitzer mit einer Kunststoffkarosserie. Angeblich sollte er den 5300 Spyder SI nachempfinden. 1993 entstand ein Prototyp, der auf dem Chassis eines Ferrari Testarossa beruhte. Rahmen und Aufhängung waren nur geringfügig überarbeitet worden; auch der Zwölfzylindermotor des Ferrari wurde anfänglich übernommen. Die Karosserie war dagegen eigenständig. Sie wies allerdings wie der Ferrari auffällige seitliche Lufteinlässe auf. Watkins Racing plante, ab 1995 jährlich 150 Exemplare des Cabriolets in Kalifornien herzustellen. Eine Serienproduktion kam allerdings nicht zustande; es entstand nur ein Prototyp des BZ-2001, der in den 1990er Jahren auf diversen amerikanischen Automobilausstellungen gezeigt wurde und im Laufe der 1990er Jahre unterschiedliche Triebwerke erhielt. 1996 etwa war von der Verwendung eines (kostengünstigeren) Achtzylindermotors mit 6 Litern Hubraum und angeblich 500 PS die Rede.

### Bizzarrini Kjara
Der Bizzarrini Kjara war ein 1998 vorgestellter Prototyp eines offenen Sportwagens mit Hybridantrieb.